# Алексеев, Дмитрий Фёдорович
Дмитрий Фёдорович Алексеев (21 сентября 1902, село Ворзогоры, Онежский уезд, Архангельская губерния, Российская Империя — 11 июля 1974, Москва, СССР) — советский военачальник, генерал-полковник (1955 год).
Депутат Верховного Совета СССР 6-го и 7-го созывов, делегат XXI и XXII съездов КПСС. Автор двух книг по гражданской обороне, изданных в 1970 и 1971 годах.

## Начальная биография
Дмитрий Фёдорович Алексеев родился 21 сентября 1902 года в селе Ворзогоры Онежского уезда Архангельской губернии (ныне Онежского района Архангельской области) в семье бедняков-поморов.
С 1915 года работал матросом на парусных судах.

## Военная служба

### Гражданская война
В октябре 1919 года Алексеев добровольцем был призван в ряды РККА. В составе 7-й армии принимал участие в боях на Медвежьегорском направлении Северного фронта.
В 1920 году закончил полковую школу Архангельского территориального полка, после чего был назначен на должность командира отделения 2-х Московских пехотных курсов.

### Межвоенное время
В сентябре 1924 года Алексеев закончил Объединённую военную школу имени ВЦИК, после чего в октябре того же года был назначен на должность командира взвода 3-го Туркестанского стрелкового полка, а в январе 1925 года — на должность начальника штаба Заравшанского боевого района 1-й Туркестанской стрелковой дивизии. Принимал участие в подавлении басмачества, в частности в разгроме банды под командованием Ахмет-хана количеством в 600 басмачей.
После окончания курсов войсковой маскировки в Москве с августа 1925 года служил в 3-м Туркестанском стрелковом полку 1-й Туркестанской стрелковой дивизии на должностях командира взвода, временно исполняющего обязанности помощника начальника штаба полка, заведующего сапёрно-маскировочным обучением полка и командира роты.
В 1926 году Алексеев вступил в ряды ВКП(б).
В январе 1929 года был назначен на должность командира роты при штабе этой же дивизии, в октябре — на должность командира роты, а затем — на должность начальника полковой школы 4-го Туркестанского горно-стрелкового полка, в ноябре 1931 года — на должность помощника начальника 1-й части, а в январе 1933 года — на должность начальника 2-й части штаба 1-й Туркестанской стрелковой дивизии.
С октября 1933 года проходил обучение на разведывательных курсах при Штабе РККА, после окончания которых в мае 1934 года Алексеев был назначен на должность начальника 2-го (разведывательного) отдела штаба 1-го стрелкового корпуса. С июня 1937 года временно исполнял должность начальника 1-го отдела штаба этого же корпуса.
С октября 1937 года проходил обучение в Военной академии имени М. В. Фрунзе, по окончании которой в сентябре 1938 года находился в распоряжении Управления по комначсоставу РККА, затем был назначен на должность преподавателя Военной академии РККА имени М. В. Фрунзе, в 1939 году — на должность старшего тактического руководителя Высшей военной школы штабной службы РККА, а затем — на должность начальника курса в этой школе, а в январе 1941 года — на должность начальника Куйбышевского пехотного училища, преобразованного в апреле 1941 года в танковое.

### Великая Отечественная война
В сентябре 1941 года полковник Дмитрий Фёдорович Алексеев был назначен на должность командира формировавшейся 354-й стрелковой дивизии, дислоцировавшейся в Приволжском военном округе. Вскоре дивизия в составе 16-й армии Западного фронта принимала участие в ходе битвы под Москвой, держа оборону на Ленинградском шоссе и возле деревни Крюково, входящей сейчас в состав Зеленограда. В 1942 году дивизия под командованием Алексеева в составе 20-й армии Западного фронта принимала участие в Ржевско-Сычёвской наступательной операции и операции «Марс», после чего была выведена в резерв на пополнение.
С января 1943 года дивизия под командованием Алексеева в составе 65-й армии воевала на Центральном фронте и принимала участие в Курской битве, Черниговско-Припятской и Гомельско-Речицкой наступательных операциях, в ходе которых форсировала реки Десна, Сож и Днепр.
В декабре того же года Алексеев был назначен на должность командира 105-го стрелкового корпуса 65-й армии. Корпус отличился в ходе Бобруйской, Минской, Млавско-Эльбингской, Восточно-Померанской и Берлинской наступательных операций.
Корпус под командованием Алексеева с ходу форсировал реки Западный Буг и Нарев, овладел плацдармом на правом берегу Нарева, успешно действовал в ходе освобождения городов Несвиж, Бобруйск, Барановичи, Черемха, Насельск, Нове-Място, Плоньск, Данциг, Штеттин, Пазевальк, Фридланд, Гриммен, Барт и ряда других населённых пунктов. За освобождение городов Гнев и Старогард-Гданьский 105-й стрелковый корпус был награждён орденом Красного Знамени.

### Послевоенная карьера
В 1947 году Алексеев был назначен на должность заместителя начальника, а затем — на должность начальника управления боевой подготовки Главного управления боевой и физической подготовки Сухопутных войск, в январе 1954 года — на должность командующего 3-й общевойсковой армией, дислоцированной в ГДР, а в июне 1956 года — на должность главного военного советника Народно-освободительной армии Китая. С октября того же года Алексеев находился в распоряжении Главного управления кадров Министерства обороны СССР.
В феврале 1957 года был назначен на должность заместителя командующего войсками Одесского военного округа по боевой подготовке — начальника Управления боевой подготовки округа, а в июне 1960 года — на должность командующего войсками Забайкальского военного округа. На этой должности находился по 17 сентября 1966 года.
17 февраля 1967 года генерал-полковник Дмитрий Фёдорович Алексеев вышел в запас и работал в научно-методическом центре штаба Гражданской обороны СССР. Умер 11 июля 1974 года в Москве. Похоронен на Востряковском кладбище.

## Награды
- 2 ордена Ленина (21.02.1945; 10.04.1945)
- 4 ордена Красного Знамени (30.01.1943; 1944; 3.11.1944; 6.03.1949)
- Орден Суворова I степени (29.05.1945)
- Орден Суворова II степени — Указом Президиума Верховного Совета СССР «О награждении орденами Суворова, Кутузова и Богдана Хмельницкого генералов и офицерского состава Красной Армии» от 15 января 1944 года[2]
- Орден Кутузова I степени (23.07.1944)
- 2 ордена Красной Звезды (20.09.1962; 28.10.1968)
- Юбилейная медаль «За воинскую доблесть. В ознаменование 100-летия со дня рождения В. И. Ленина»
- Медаль «За оборону Москвы»
- Медаль «За победу над Германией в Великой Отечественной  войне  1941—1945  гг.»
- Юбилейная медаль «20 лет победы над Германией в Великой Отечественной войне 1941—1945 гг.»
- Медаль «За освобождение Варшавы»
- Юбилейная медаль «XX лет Рабоче-Крестьянской Красной Армии»
- Юбилейная медаль «30 лет Советской Армии и Флота»
- Юбилейная медаль «40 лет Вооружённых Сил СССР»
- Юбилейная медаль «50 лет Вооружённых Сил СССР»
- Медаль «В память 800-летия Москвы»

Иностранные награды:
- Командор ордена «Легион Почёта» (США)
- Орден «Крест Грюнвальда» III степени (ПНР)
- Рыцарь ордена «Виртути Милитари» (ПНР)
- Орден Красного Знамени (МНР)
- Орден «За боевые заслуги» (МНР)
- Медаль «За Варшаву 1939—1945» (ПНР)
- Медаль «За Одру, Нису и Балтику» (ПНР)
- Медаль «Победы и Свободы» (ПНР)

## Звания
- полковник (имел это звание в 1938 г.)
- Генерал-майор (18.05.1943)[3]
- Генерал-лейтенант (2.11.1944)[4]
- Генерал-полковник (8.08.1955)[5]

## Память
В честь Д. Ф. Алексеева названы проспект в Зеленоградском округе Москвы (29.11.2011), улица в посёлке Поньга города Онега (17.06.1980), установлена мемориальная доска в Онеге. Имя генерала присвоено школе № 617 (с 2013 года - школа №1353) г. Зеленограда.

## Семья
Родители — Фёдор Алексеев и Анна Симакова, трое братьев — Иван, Пётр и Павел.
От первого брака сын Ким (1926 г.р.), офицер Советской Армии. Второй брак (1942 г.) с Кондрушиной Ниной Филипповной (1922—2002, врач-стоматолог, кандидат мед.наук) продолжался до конца жизни. Сын от второго брака — учёный, кандидат наук.

## Публикации
- Д. Ф. Алексеев. Организация и проведение занятий по гражданской обороне с командно-начальствующим составом формирований и населением: учебно-методическое пособие. — М.: Атомиздат, 1970. — 185 с.
- Д. Ф. Алексеев. Организация и проведение учений по гражданской обороне на объектах народного хозяйства: учебно-методическое пособие. — М.: Атомиздат, 1971. — 126 с.